# Holly Madison
Holly Madison (născută la 23 decembrie 1979) este un fotomodel și personalitate de televiziune americană, cel mai bine cunoscută pentru că a apărut ca una din prietenele lui Hugh Hefner pe serialul de televiziune The Girls Next Door.

## Biografie
Madison s-a născut în Astoria, Oregon. De la vârsta de doi ani până la cea de unsprezece, ea a trăit în Alaska. Familia ei mai târziu s-a mutat înapoi în Oregon. Ea a frecventat universitatea timp de doi ani, studiind teatru și psihologie.
În 1999, Madison s-a mutat la Los Angeles, a concurat pentru a deveni un model și a lucrat la Hooters. Frumusețea ei a dus-o să primească oferte de la Playboy Mansion. După mai bine de un an făcute de vizite, Madison se mutase definitv în conacul lui Hefner. Ea a devenit una din cele șapte prietene oficiale ale lui Hefner în august 2001.

## Carieră
Madison a apărut pe coperta și în interiorul de revistă din noiembrie 2005 de Playboy, împreună cu Bridget Marquardt și Kendra Wilkinson, ca parte dintr-un pictorial special promovarea The Girls Next Door. Femeile au fost prezentate din nou copertile revistelor de septembrie 2006, martie 2008, și februarie 2009.
Un iubitor de animale de auto-descrise, Madison inceput sa scrie articole despre animale de companie în 2006 pentru revista unui prieten. În aprilie 2007, Madison a fost prezentate nud pe o reclamă anti-blănuri pentru PETA.
Holly Madison a fost starul serialului Holly's World, cărei povești se învârte în jurul ei, la Planet Hollywood din Las Vegas. Serialul a avut premiera cu un episod de previzualizare în decembrie 2009, și a început să fie difuzat cu regularitate în iunie 2010.

## Viața personală
În trecut, Madison a declarat că ea a vrut să se căsătorească și să aibă copii cu Hugh Hefner. La data de 7 octombrie 2008, Madison a anunțat că relația ei cu Hefner sa încheiat. În noiembrie 2008, Madison a început să se întâlnească cu iluzionistul Criss Angel, dar relația s-a încheiat în februarie 2009. În decembrie 2009, ea l-a frecventat pe chitaristul trupei All Time Low, Jack Barakat, dar această poveste de dragoste s-a incheiat în ianuarie 2010. S-a căsătorit în 2013 cu Pasquale Rotella, cu care a avut doi copii, și a divorțat de dânsul în 2019.